# Münchwilen (district)
Het district Münchwilen is een district in het kanton Thurgau in het noorden van Zwitserland. Het district heeft een oppervlakte van 155,86 km² en heeft 41.496 inwoners (eind 2009). De hoofdplaats is Münchwilen.
Tot het district behoren de volgende gemeenten:
| Gemeentenaam         | Inwoners (31-12-2004) | Oppervlakte (km²) |
| -------------------- | --------------------- | ----------------- |
| Aadorf               | 7329                  | 20,0              |
| Bettwiesen           | 1055                  | 3,8               |
| Bichelsee-Balterswil | 2451                  | 12,1              |
| Braunau              | 680                   | 9,2               |
| Eschlikon            | 3456                  | 6,2               |
| Fischingen           | 2586                  | 30,7              |
| Lommis               | 1042                  | 8,6               |
| Münchwilen (TG)      | 4661                  | 7,8               |
| Rickenbach (TG)      | 2408                  | 1,6               |
| Sirnach              | 6552                  | 12,4              |
| Tobel-Tägerschen     | 1317                  | 7,0               |
| Wängi                | 4077                  | 16,4              |
| Wilen (TG)           | 1861                  | 2,2               |

Arbon · Frauenfeld · Kreuzlingen · Münchwilen · Weinfelden